# Зимёнки-1
Зимёнки-1 — деревня в Зарайском районе Московской области, в составе муниципального образования сельское поселение Каринское (до 29 ноября 2006 года входила в состав Каринского сельского округа).

## География
Зимёнки-1 расположено в 14 км на юго-восток от Зарайска, у границы с Рязанской областью, на реке Белинка, плевом притоке реки Котуховка, высота центра деревни над уровнем моря — 165 м.

## История
В старину называлась также «Зимницы» и «деревня Зименкина на суходоле». В Приправочной Писцовой книге по Рязанскому уезду 1594—1597 гг. помещиками д. Зимёнки Перевицкого стана являлись: Лукьян Иванов сын Кобузев, Андрей и Сатыш Кобузевы, князь Федор Григорьевич Кропоткин, Петр и Григорий Степановы дети Кошелева, Астафий Федоров сын Гольцов, Богдан Михайлов сын Шелухин. Помещики, упомянутые в книге, владели жеребьями своих отцов. Вероятно, деревня была основана ещё в начале XVI ст.
На 1790 год в нём числилось 35 дворов и 265 жителей, в 1858 году — 8 дворов и 69 жителей, в 1906 году — 56 дворов и 421 житель. В 1929 году был образован колхоз им. Менжинского, с 1961 года — в составе совхоза «Зарайский».
В 1907 году в деревне была возведена кирпичная Троицкая церковь в русском стиле, с приделом Михаила Черниговского. Была закрыта в 1930-х годах, вновь действует с 1999 года, памятник архитектуры местного значения.

## Население
| 2002 | 2006 | 2010 |
| ---- | ---- | ---- |
| 214  | ↗262 | ↘247 |

## Инфраструктура
В Зимёнках на 2015 год числилось 5 садовых товариществ, деревня связана автобусным сообщением с райцентром и соседними населёнными пунктами.